# Dicrania pentaphylla
Dicrania pentaphylla är en skalbaggsart som beskrevs av Moser 1919. Dicrania pentaphylla ingår i släktet Dicrania och familjen Melolonthidae. Inga underarter finns listade i Catalogue of Life.